# Хохловка (Москва, юго-восток)
Хохло́вка — бывшая деревня, известная с 1686 года, располагавшаяся к юго-востоку от Москвы, являлась пригородом. Примерно в конце XIX века — начале XX века была включена в состав Москвы при её расширении и сейчас входит во внутригородское муниципальное образование Нижегородский. Находилась вдоль железнодорожных путей Горьковского направления МЖД рядом с Нижегородским вокзалом (вторым по времени строительства в Москве), а также между селом Карачарово и Рогожской слободой (центром московского старообрядчества). Сейчас на её месте находятся такие улицы как: Верхняя Хохловка, Нижняя Хохловка, Новохохловская, часть Нижегородской улицы и другие.

## История

### Этимология названия
Деревня Хохловка впервые упоминается в отказной книге 1686 года как: «… деревня Петровка, Хохловка, а Шубина тож…». В документе 1712 года: «… Петровка, Хохловка тож…», позже только Хохловка. Названия Хохловка и Шубина связаны с древнерусским именем Хохол и Шуба. Фамилия Хохлов восходит к древнерусскому прозвищу Хохол, которое давалось человеку, носящему чуб, хохол на голове. Соответственно, данное прозвище указывало на особенности внешности предка. Кроме того, прозвище Хохол могло быть связано с глаголом «хохлиться», то есть «хмуриться, сидеть надувшись, съёжившись, сгорбившись». В таком случае Хохлом могли прозвать обидчивого, хмурого человека. Согласно ещё одной, менее вероятной гипотезе, прозвище Хохол образовано от нарицательного «хохоль, хахаль», что в вологодских говорах означает «любовник, дружок, хахаль».
Прозвище Хохол и фамилия Хохлов встречаются в «Ономастиконе» С. Б. Веселовского. Так, в нём упомянут князь Юрий Васильевич Хохол Мещерский, живший в середине XVI века. Согласно мнению М. И. Вострышева, именно князь Юрий Васильевич Хохол Мещерский и основал деревню Хохловка, назвав её по своему прозвищу.
Существует также, менее вероятная версия, согласно которой, такое наименование деревня приобрела из-за массового переселения на её территорию украинцев в 1771 году в связи с увеличением налогов в Белом городе. Однако следует учитывать, что первое упоминание деревни относится к 1686 году, что было за один век до такого переселения в 1771 году.

### Хохловка и окрестности в XII—XIX вв.
Деревня Хохловка достоверна известна в этой местности с 1686 года и получила название по прозвищу своего владельца князя Юрия Хохла Мещерского. Сама территория Хохловки была освоена и обжита ещё в XII веке. Деревня сформировалась вдоль старейшего тракта. В XII веке, когда Москва была призвана охранять подступы к Владимиро-Суздольскому княжеству и другим сопредельным землям, через территорию современного Нижегородского района по этой дороге с севера-запада на юго-восток — из Великого Новгорода к берегам Оки, в Рязанское княжество — шли регулярные перевозки пассажиров, грузов и почты.
Иван Данилович Калита, который по праву был назван «собирателем Земли русской», привлекал в Москву население, которое оседало, мирно занималось земледелием и промыслами, богатело и обогащало русскую казну. Благодарные москвичи назвали в честь Калиты улицы и переулки: Большая, Малая, Средняя Калитниковские улицы, Большой, Малый, Новый Калитниковский проезды. Они расположены на земле, которую подарил Калита в XV веке Крутицкому подворью, вот почему и местность носила первоначально название «Калитино», потом «Калитниково», а на современной карте города мы можем увидеть «Калитники».
К югу от Яузы, за Земляным валом, были строения, возникшие в конце XVI века и составившие Рогожскую Ямскую слободу, которая обслуживала торговый путь в большое село Рогожь (с 1781 г. — город Богородск, теперь Ногинск) и далее на Нижний Новгород, а позже стала центром московского старообрядчества. В 1771 году за Рогожской заставой с разрешения графа Григория Орлова было отведено место для погребения жителей города, умерших от «моровой язвы». В это же время, в связи с увеличением налогов из Белого города в район будущей деревни Хохловки, как это ни странно, перебираются украинцы, которые вовсе не являются причиной наименования населённого пункта, так как деревню основал князь Юрий Хохол Мещерский.
О расположенном рядом с Хохловкой селе Карачарово известно с 1516 года. В церковных книгах упоминается о монахах, доставлявших в Андроньев монастырь воск, мёд, творог, конопляное масло на обозах из Муромских земель. На подъезде к монастырю в районе современного микрорайона Карачарово монахи срубили первую большую избу для ночлега и баню.
Позже, вдоль Большой Рязанской дороги (ныне Нижегородская улица) образовалась на незаселенных выгонных землях, принадлежавших Рогожской ямской слободе, слобода Хохловка из пришлого населения. В Экономических примечаниях 1800 года есть сведения о том, что в деревне Хохловке жительство имеют разного ведомства крестьяне, купцы и мещане. В то время здесь числилось 50 дворов. В 1884 году в Хохловке насчитывалось 3 трактира, 4 лавки, 7 керосиновых складов, булочная. Близ деревни прошла линия Нижегородской железной дороги. Рядом с Хохловкой находился Нижегородский вокзал (второй по времени строительства в Москве.

### Население Хохловки в XIX—XX вв.
Согласно Сборнику Московской губернии церковный приход в деревне Хохловке (Выхинская волость) на 1873 год составлял 222 православных прихожанина и 136 раскольников. А в 1902 году население деревни Хохловки и местности за Калитниковским кладбищем и городскими бойнями составляло 1 866 душ.

### Хохловка в составе Москвы
В 1894 году деревня Хохловка описывается уже как вошедшая в состав Рогожского судебного участка Москвы. А в 1903 году, благодаря Описанию границ судебных участков, нам становится известно имя мирового судьи, который должен был осуществлять правосудие, в том числе и на территории деревни Хохловки. Мировым судёй Рогожского судебного участка числился Лев Львович Любенков (юрист, один из лидеров земско-либерального движения в Тульской губернии), который находился в чине коллежского советника. В этой описи Хохловка также отнесена к этому участку.
В 1931 году Хохловка именуется в Бюллетени о выполнении наказа избирателей Пролетарским райсоветом РК и КД за 1931 год, как деревня, входящая в состав г. Москвы. А уже в 1935 году в Алфавитном списке улиц города Москвы появляются первые упоминания о таких улицах как: Хохловка (ныне не существует), Верхняя Хохловка и Нижняя Хохловка, которые располагаются непосредственно на месте деревни.
В 1948 году Хохловка и её улицы были включены в создаваемый новый Ждановский район Москвы. До 1960 годов на территории Хохловки в основом были двухэтажные и изредка трёхэтажные дома. В 60-70-х годах жилищное строительство достигло больших размахов и старые дома были полностью снесены, а на их месте построены пятиэтажные и девятиэтажные дома.
Улицы Хохловки относились к Центральному округу Москвы начиная с их включения в 1948 году в Ждановский район (после переименования — Таганский) и вплоть до середины 2000 годов, когда по оси Третьего транспортного кольца прошла новая граница Центрального административного округа Москвы в муниципальном районе Нижегородский пересекая Нижегородскую улицу.

## Жизнь в Хохловке на фотографиях
- Хохловка в начале и середине XX века
- 1907 г. Крестный ход от Рогожского старообрядческого кладбища в деревню Хохловка
- 1904 г. Деревня Хохловка после урагана. Вдали виднеется Новоспасский монастырь

- Хохловка в XX веке
- 1947-1953 гг. Панорама с моста ОЖД в сторону Хохловки
- 1949 г. Станция ТО автомобилей. Ремонтный зал станции техобслуживания автомобилей на Нижегородской улице